# Murgleiter
Die Murgleiter im Nordschwarzwald ist ein 110 km langer Wanderweg im Tal des Rhein-Nebenflusses Murg in den baden-württembergischen Landkreisen Rastatt und Freudenstadt.

## Verlauf und Zugangswege
Die Murgleiter führt im Naturpark Schwarzwald Mitte/Nord parallel zur Murg von Gaggenau, das am Eintritt des Flusses in die Oberrheinische Tiefebene liegt, flussaufwärts betrachtet über Gernsbach, Forbach und Baiersbronn zum Schliffkopf, an dem die Rechtmurg als rechter Quellbach der Murg entspringt. Gesonderte Zugangswege weisen die kürzeste Strecke zu S-Bahn-Stationen der Murgtalbahn und bilden zusammen mit dem Wanderweg und der S-Bahn-Strecke eine Art Leiter – die Murgleiter.
In der Umgebung von Gernsbach fällt der Weg streckenweise mit dem Prädikatswanderweg Gernsbacher Runde zusammen und bei Forbach mit dem Westweg. Ab Forbach wird mehrfach der Nationalpark Schwarzwald durchquert.

## Wanderzeichen und Auszeichnungen
Das Wanderzeichen der Murgleiter ist ein grünes „m“, das blau unterstrichen ist und sich in einer blau umrandeten Raute auf grauem Grund befindet. Der Wanderweg wurde vom Deutschen Wanderinstitut zum Premiumwanderweg ernannt.

## Etappenziele
Die Murgleiter kann zum Beispiel in folgenden Etappen (flussaufwärts betrachtet) erwandert werden – mit Länge in Kilometern (km) sowie Auf- und Abstieg in Höhenmetern:
- Etappe 1: Unimog-Museum (Gaggenau) – Gernsbach (23,7 km; Aufstieg: 1001 m; Abstieg: 947 m)
  - über: Schloss Rotenfels – Waldseebad Gaggenau – Ruine Ebersteinburg – Verbrannter Fels – Wolfsschlucht – Merkur (669 m ü. NHN) – Naturfreundehaus Weise Stein – Träufelbachsee – Altstadt Gernsbach
- Etappe 2: Gernsbach – Forbach (23,7 km; Aufstieg: 1221 m; Abstieg: 1130 m)
  - über: Schloss Eberstein (Arboretum) – Obertsrot – Rockertkopf – Reichental – Heuhüttentäler – Latschigfelsen
- Etappe 3: Forbach – Schönmünzach (17,7 km; Aufstieg: 893 m; Abstieg: 732 m)
  - über: Wasserschloss des Rudolf-Fettweis-Werks – Schwarzenbachtalsperre – Erbersbronn
- Etappe 4: Schönmünzach – Baiersbronn (25 km; Aufstieg: 985 m; Abstieg: 825 m)
  - über: Schwarzenberg – Huzenbacher See – Kleemiss – Überzwercher Berg – Tonbachtal
- Etappe 5: Baiersbronn – Schliffkopf (19,9 km; Aufstieg: 901 m; Abstieg: 471 m)
  - über: Rinkenturm – Wanderhütte Sattelei – Damwildgehege – Obertal – Buhlbach – Murgursprung